# Ivan III.
Ivan III. Vasiljevič (rusky Иван III Васильевич; 22. ledna 1440, Moskva – 27. října 1505 tamtéž), též zvaný Veliký, byl od roku 1462 veliký kníže moskevský z rodu Rurikovců. Významně rozšířil území Moskevské Rusi dobytím dalších ruských knížectví a začal používat titulu veliký kníže, resp. gosudar vší Rusi (velikij kňaz vseja Rusi).   V letech 1472 až 1480 ukončil staletou poplatnou závislost rurikovských knížectví na mongolské hordě. Nechal přestavět moskevský Kreml, který tak získal charakteristické věže a hradby.
V době Ivana III. a jeho nástupců se zrodila představa moskevského státu jako "nové ruské říše", která by  měla zahrnout všechny državy původního ruského státu (Kyjevské Rusi).  Ivan III. příležitostně užíval  titul car, avšak teprve jeho vnuk Ivan IV. Hrozný se nechal korunovat na cara vší Rusi a dokončil přeměnu moskevského velkoknížectví na ruské carství.

## Původ a rodina
Otcem Ivana III. byl moskevský velkokníže Vasilij II. Temný. Poté, co byl zajat a oslepen svými protivníky, stal se Ivan III. nejprve otcovým spoluvládcem. Vládu převzal po Vasilijově smrti roku 1462. 

## Panování
Ivan zahájil proces „obojaření knížat“ (rusky обояривание князей – tedy ponížení samostatných vládců na úroveň dvorské šlechty), s jehož pomocí postupně dosáhl loajality údělných knížat vůči Moskvě. Za jeho panování totiž knížata jednotlivých území musela uznat Ivanovu svrchovanost a vládu nad svými knížectvími vykonávali centralizovaně z Moskvy. Tento orgán ovšem měl pouze poradní funkci, skutečnou moc vykonával pouze velkokníže.
V téže době vznikají také prikazy, centrální orgány správní moci, skrze něž panovník vykonával moc v zemi. Za panování Ivana III. vznikly první dva prikazy - dvorský, který se zabýval správou vlastního území velkoknížectví a pokladní, který měl na starost finance, vydávání a archivaci státních listin.
Tento proces sjednocování rozdrobených ruských knížectví pod vládou Moskvy se mu podařilo dovršit a zároveň přispěl ke konečnému odstranění tatarské nadvlády, kterou v této době představovala už jen poplatná závislost na Velké hordě, jednom z nástupnických států Zlaté hordy. Skončila roku 1480 „stáním“ na řece Ugře. Roku 1487 uznal naopak svoji závislost na Moskvě další z chanátů, Kazaňský, rozkládající se na řece Volze. To mu mimo jiné umožnily přátelské vztahy s dalším tatarským státem, Krymským chanátem. Později navázal diplomatické styky také s osmanským sultánem, který byl lenním pánem krymského chána.
Roku 1471 a 1478 uspořádal Ivan III. dvě vojenské výpravy proti Velikému Novgorodu  a postupně připojil ke svému státu rozlehlé území novgorodské země. Novgorod Veliký tak definitivně ztratil charakter  samosprávného městského organismu.   V roce 1485 bylo k moskevskému státu připojeno veliké knížectví tverské. Formální samostatnost si nyní uchovával pouze Pskov a veliké knížectví rjazaňské. Fakticky však byly již silně závislé na Moskvě a k jejich připojení došlo za vlády Ivanova syna Vasilije III. (Pskov 1510, Rjazaň 1521).
Další rurikovská  knížectví se v té době  nacházela pod litevskou nebo polskou nadvládou. To postupně přivádělo na pořad dne otázku, zda zahájit expanzi tímto směrem. Většina obyvatel rozlehlého litevského státu byla ruského původu a pravoslavného vyznání. Mnoho zdejších knížat proto přecházelo dobrovolně pod moskevskou svrchovanost. Neklid na moskevsko-litevské hranici přerostl ve válku (1487–1494), během níž dosáhla Moskva významných územních zisků. Ty potvrdil další válečný konflikt s Litvou v letech 1500–1503, do něhož se zapojilo také Livonsko (1501–1503).
Za Ivana III. se ve východní Evropě zformoval mohutný stát, o nějž začali jevit zájem mnozí evropští panovníci. Diplomatické styky byly navázány například s římskými císaři Fridrichem III. a Maxmiliánem I., uherským králem Matyášem Korvínem nebo moldavským vojvodou Štěpánem III.
Ivan III. během své vlády podporoval výstavbu v Moskvě. Na nových kremelských chrámech a panovníkově paláci pracovali mimo jiné významní italští stavitelé Aristotele Fioravanti a Alesio Novi.
Roku 1497 vydal veliký kníže u příležitosti korunovace svého vnuka Dmitrije (syn careviče Ivana Mladšího a moldavské princezny Jeleny Vološanky), nový zákoník tzv. Suděbnik. Jedno z jeho nejdůležitějších ustanovení bylo tzv. právo Jurjeva dne o stěhování poddaných. Podle tohoto zákona směli poddaní opustit panství své vrchnosti pouze dva týdny následující po dni sv. Jiří (v pravoslavném kalendáři je na podzim). Podmínkou bylo, že vyrovnali vůči svému feudálnímu pánu všechny pohledávky (odvedli příslušnou rentu) a zaplatili požadovaný poplatek, tzv. požiloje, což jim možnost odchodu ztěžovalo. Smyslem tohoto opatření bylo zajistit státu daňové poplatníky a feudálům, především drobné a střední poměstné šlechtě, vykonávající vojenskou službu, závislou pracovní sílu, která by obdělávala jí propůjčené pozemky. Toto nařízení vedlo k postupnému zavádění nevolnictví v Rusku. Vyvrcholil vydáním zákoníku Sobornoje uloženije v letech 1648–1649, který uzákonil definitivní připoutání rolníků k půdě.